# New Courier
New Courier is een historisch merk van tricars en fietsen.
Het Britse merk New Courier bouwde fietsen en driewielers in Alexander Street in Wolverhampton. 
In 1899 bouwde men tricars met 2 pk De Dion-motoren. De passagier zat tussen de beide voorwielen. Er was ook een transportdriewieler leverbaar. De machines werden tentoongesteld tijdens de National Cycle Show in Crystal Palace van 1899. Ze waren lichtblauw met witte biezen en donkerblauwe bekleding. Ze kregen goede kritieken vanwege de afwerking en het lage zwaartepunt. Toch werden er waarschijnlijk maar weinig exemplaren geproduceerd en misschien waren de beide prototypen zelfs de enige. 
De naam "New Courier" werd jaren later (in 1922) gebruikt door Olympic (eveneens in Wolverhampton), een bedrijf dat eigendom was van Frank Parkyn. De productie van deze motorfietsen eindigde echter al in 1923. Nadat de verzending per fiets was beëindigd, begonnen de auto's en bestelwagens de overhand te krijgen in de koerierssector. Nu bevat National Couriers Direct het enorme netwerk van meer dan 2500 bestelwagens.
1. ↑  =https://nationalcouriersdirect.co.uk/